# Edwin Catmull
Edwin Earl Catmull (nacido en 1945 en Virginia Occidental) es un científico de la computación estadounidense retirado y expresidente de Pixar y Walt Disney Animation Studios. Como científico de la computación, Catmull ha contribuido a muchos avances importantes en los gráficos 3D por computadora. Se le considera el inventor de la técnica del Z-Buffer. En el año 2008 le fue concedido el premio Oscar Gordon E. Sawyer.
En 1972 realizó su primer cortometraje animado a computer animated hand donde logró crear una animación con gráficos 3D muy avanzada para su época
En el año 2019 fue galardonado con el Premio Turing junto con Pat Hanrahan.

### Entrevistas
- La revista Networker entrevista a Ed Catmull
- Fantastic Voyage: Guardian Unlimited entrevista a Ed Catmull, presidente of Pixar
- SIGGRAPH entrevista a Edwin Catmull

| Predecesor: Yann LeCun, Geoffrey Hinton, Yoshua Bengio | Premio Turing 2019 | Sucesor: Alfred Aho, Jeffrey Ullman |

- Datos: Q93161
- Multimedia: Ed Catmull / Q93161